# بيبي رينا
خوسيه مانويل رينا باييز (بالإسبانية: José Manuel Reina Páez؛ مواليد 31 أغسطس 1982) لاعب كرة قدم إسباني يلعب كحارس مرمى لنادي فياريال في الدوري الإسباني.
بدأ مسيرته الكروية مع رديف برشلونة في موسم 1999-2000، ولعب معهم 41 مباراة، وفي عام 2000 انتقل إلى فريق برشلونة، ولعب معهم حتى عام 2002، وشارك معهم في 30 مباراة، وفي 2002 انتقل إلى فياريال، ولعب معهم حتى 2005، وشارك معهم في 109 مباريات. وقع عقدًا مع ليفربول الإنجليزي في عام 2005 وبقي مع النادي لتسع سنوات، وأعير في 2013 إلى نابولي الإيطالي، ثم انتقل إلى بايرن ميونيخ الألماني في 2014. لعب بعد ذلك مع نابولي وإيه سي ميلان وأستون وفيلا ولاتسيو، وهو يلعب مع فياريال منذ 2022.
لعب مع منتخب إسبانيا في الفئات السنية، ولعب مع الفريق الأول لمنتخب إسبانيا منذ 2005 وحتى 2017.

## مسيرته مع الأندية

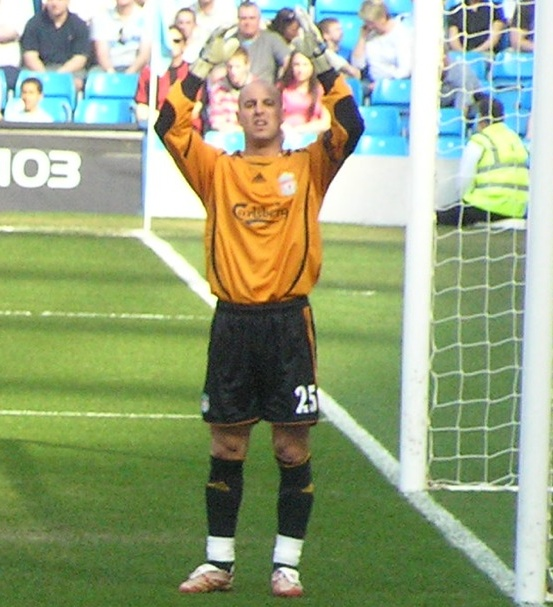
رينا عندما كان يلعب مع نادي ليفربول

### برشلونة
بدأ بيبي رينا، ابن حارس مرمى برشلونة السابق ميغيل رينا، مسيرته الكروية في أكاديمية لا ماسيا للشباب في برشلونة عام 1995. منذ عام 1999، لعب كحارس لفريق برشلونة الاحتياطي، والذي تنافس بعد ذلك في الدرجة الثالثة بهرم كرة القدم الإسباني. في عام 2000، في سن 18، تم استدعاؤه للفريق الأول لبرشلونة بعد تعرض الحارسين الأول والثاني، ريتشارد دوترويل وفرانسيسك أرناو، لإصابات. ظهر لأول مرة كبديل لدوترويل في تعادل 3-3 مع سيلتا دي فيغو في 2 ديسمبر 2000. لعب 19 مباراة في الفترة المتبقية من موسم 2000-2001 من الدوري الأسباني وظهر سبع مرات في كأس الاتحاد الأوروبي 2000–01، حيث خسر برشلونة أمام فريق رينا المستقبلي ليفربول في مرحلة نصف النهائي.
لعب رينا 16 مباراة مع النادي خلال موسم 2001-2002، حيث لعب كبديل لروبرتو بونانو. في 31 أكتوبر 2001، ظهر لأول مرة في دوري أبطال أوروبا في فوز برشلونة 1-0 في مرحلة المجموعات ضد فنربخشة في كامب نو.
بعد التعاقد مع حارس المرمى الألماني روبرت إنكه، أخبر برشلونة رينا أنه حر في مغادرة النادي.

### فياريال
في يوليو 2002، انضم رينا إلى فياريال وأمضى ثلاثة مواسم مع نادي فالنسيا. في عام 2004، وصل فياريال إلى نصف نهائي كأس الاتحاد الأوروبي، وفي موسمه الأخير ساعد النادي في التأهل إلى دوري أبطال أوروبا لأول مرة في تاريخه.

### ليفربول

#### موسم 2005-06
في موسم 2005-06، تولى رينا المسؤولية كحارس ليفربول الأول، وحلّ بدلاً عن الحارس جيرزي دوديك في نهائي دوري أبطال أوروبا 2005. في بداية الموسم في 17 أغسطس 2005، كان رينا قد ظهر لأول مرة مع منتخب إسبانيا في مباراة ودية ضد الأوروغواي وفازت فيها إسبانيا 2-0.
كان الموسم ناجحًا لليفربول حيث تحسن ترتيبه في الدوري بالنسبة للعام الماضي وفاز بكأس الاتحاد الإنجليزي، كما كان نجاحًا بالنسبة لرينا الذي حقق أرقامًا قياسية في ليفربول. في 3 ديسمبر 2005، حافظ رينا على شباك نظيفة لست مباريات متتالية عندما بعد مواجهة ويجان أثليتيك في الدوري الإنجليزي الممتاز، وبهذا حطم الرقم القياسي للشباك النظيفة في المباريات المتتالية لليفربول الدوري الإنجليزي الممتاز، متجاوزًا الرقم القياسي لديفيد جيمس بخمس مباريات في موسم 1996-97. وتمكن من الحفاظ على شباكه نظيفة حتى المباراة الثامنة، عندما سجل جيمس بيتي هدفًا لإيفرتون في فوز ليفربول 3-1 في ديربي ميرسيسايد في 28 ديسمبر 2005.
في 5 فبراير 2006، في مباراة في الدوري الإنجليزي الممتاز ضد تشيلسي، طُرد رينا بعد أن على لإيدور غوديونسن قبل لحظات، بسبب سلوكه العنيف ضد آريين روبن. روبن، الذي سقط على الأرض، خسر ليفربول المباراة 2-0 وتم تعليق لعب رينا لثلاث مباريات. في 16 أبريل 2006، احتفل رينا بظهوره الخمسين مع ليفربول وحفاظه على شباكه نظيفة ضد بلاكبيرن روفرز. نتيجة لذلك، حقق رقمًا قياسيًا في ليفربول لأقل عدد من الأهداف التي تلقاها حارس مرمى في أول خمسين مباراة له بتلقيه لـ 23 هدف فقط. الرقم القياسي السابق سجله راي كليمنس في 1970-1971، والذي تلقى 32 هدفًا. في مايو 2006، مُنح رينا جائزة القفاز الذهبي في الدوري الإنجليزي الممتاز لحفاظه على نظافة شباكه 20 مرة في موسم 2005-06.
في المباراة النهائية المحلية للموسم - نهائي كأس الاتحاد الإنجليزي 2006 في 13 مايو 2006 - ارتكب رينا عددًا من الأخطاء سمحت لويست هام يونايتد بالتقدم 3-2، إلى أن أحرز ستيفن جيرارد هدف التعادل وذهبت المباراة إلى ركلات الترجيح التي فاز بها ليفربول، وأنقذ رينا ثلاثًا من أصل أربع ركلات.

#### موسم 2006-07
خلال موسم 2006-07، تم ترسيخ مكانة رينا كحارس مرمى ليفربول الأول بعد أن تلقى جيرزي دوديك تسعة أهداف في غضون أسبوع في مباراتين بالكأس ضد آرسنال.  بعد مباراة الذهاب في نصف نهائي دوري أبطال أوروبا لعام 2007 ضد تشيلسي، تم منح رينا أفضل لاعب في المباراة من قبل مشجعي ليفربول بعد سلسلة من التصديات الرائعة، بما في ذلك تصديتان من لاعب الوسط فرانك لامبارد. كرر رينا أداءه الجيد في مباراة الإياب، وحافظ على نظافة شباكه. ذهبت المباراة إلى ركلات الترجيح، حيث عزز رينا سمعته في التصدي لركلات الجزاء، وأوقف اثنتين من ركلات تشيلسي الثلاث حيث فاز ليفربول بنتيجة 4-1.
وقع رينا عقدًا جديدًا لمدة خمس سنوات مع ليفربول في 7 يونيو 2007.
في أغسطس 2007، فاز رينا مرة أخرى بجائزة القفاز الذهبي في الدوري الإنجليزي الممتاز للموسم الثاني على التوالي، بعد الحفاظ على نظافة شباكه 19 مرة في موسم 2006-07.

#### موسم 2007-08
بدأ رينا الموسم بإنقاذ ركلة جزاء من نوانكو كانو لاعب بورتسموث ليتمكن من مساعدة فريقه في التعادل 0-0. في 2 فبراير 2008، أصبح رينا أسرع حارس مرمى في تاريخ ليفربول يصل إلى 50 مباراة نظيفة. حقق هذا الإنجاز خلال الفوز 3-0 على سندرلاند، في مباراته الـ 92 في الدوري، متغلبًا على الرقم القياسي السابق بثلاث مباريات.
لعب رينا جميع مباريات الدوري الإنجليزي الـ 38 مع ليفربول وفاز بجائزة القفاز الذهبي الثالثة على التوالي مع 18 شباك نظيفة.

#### موسم 2008-09
لعب رينا كل دقيقة من موسم الدوري الممتاز 2008-09، وحافظ على نظافة شباكه 20 مرة، حيث أنهى الفريق المركز الثاني في الدوري برصيد 86 نقطة. في 22 مارس 2009، حافظ رينا على شباكه نظيفة للمرة الـ 100 مع ليفربول في مباراة بالدوري الممتاز ضد أستون فيلا. خلال المباراة، صنع هدفًا لألبرت رييرا بتمريرة طويلة في مباراة فاز فيها ليفربول 5-0.

#### موسم 2009-10
لعب رينا مرة أخرى جميع المباريات الـ 38 خلال موسم الدوري الممتاز 2009-10، وحافظ على نظافة شباكه 17 مرة. تعادل مع بيتر تشيك لاعب تشيلسي للحصول على جائزة القفاز الذهبي لهذا الموسم، لكن تشيك حصل على الكأس مع نسبة أهداف أفضل. حصل رينا على لقب أفضل لاعب في ليفربول لموسم 2009-2010 بنسبة 75٪ من الأصوات.
في أبريل 2010، وقع رينا عقدًا جديدًا مدته ست سنوات مع ليفربول.

#### موسم 2010-11
حصل رينا على بداية سيئة لموسم 2010-11، حيث سجل هدفًا في مرماه متأخرًا ليمنح أرسنال التعادل 1-1 في مباراة ليفربول الافتتاحية في الدوري الإنجليزي الممتاز. سارع المدير روي هودجسون وكابتن النادي ستيفن جيرارد ونائب القائد جيمي كاراغر للوقوف خلف رينا ودعمه حتى لا يترك الخطأ يؤثر على موسمه.
قاد رينا الفريق في مباريات الدوري الأوروبي ضد نابولي وستيوا بوكوريتي ‏ بسبب غياب ستيفن جيرارد وجيمي كاراغر. في 6 ديسمبر 2010، قاد رينا ليفربول في الدوري الممتاز بالفوز 3-0 على أستون فيلا. منحته هذه الشباك النظيفة المركز 100 له في 198 مباراة بالدوري، وهو أسرع حارس مرمى ليفربول يصل إلى هذا الرقم.
في 9 مايو 2011، لعب رينا مباراته رقم 150 على التوالي في الدوري مع ليفربول. لقد كان واحدًا من اثنين فقط من اللاعبين الذين خاضوا جميع مباريات ليفربول في الدوري لموسم 2010-11. في يونيو 2011، خضع رينا لعملية فتق مزدوج.

#### موسم 2011-12
أعلن رينا في 3 سبتمبر 2011 أنه يريد البقاء في ليفربول لمدة خمس أو ست سنوات أخرى.
في 29 نوفمبر 2011، حطم رينا الرقم القياسي للنادي في معظم الشباك النظيفة في فوز 2-0 في ربع نهائي كأس الدوري لكرة القدم على تشيلسي. كان الرقم القياسي قد احتفظ به من قبل راي كليمنس وبروس جروبيلار.
في 26 فبراير 2012، فاز رينا بثاني ألقابه الكبرى مع ليفربول، بفوزه على كارديف سيتي بركلات الترجيح في نهائي كأس رابطة الأندية 2012.
في 1 أبريل 2012، تلقى رينا بطاقة حمراء في هزيمة 2-0 أمام نيوكاسل يونايتد بسبب السلوك العنيف على لاعب نيوكاسل جيمس بيرش. أنهى تعليق رينا سلسلة من 183 مباراة متتالية في الدوري الممتاز والتي بدأت في أغسطس 2007. غاب عن مباريات الدوري الإنجليزي الممتاز ضد أستون فيلا وبلاكبيرن روفرز، وكذلك مباراة نصف نهائي كأس الاتحاد الإنجليزي ضد إيفرتون في 14 أبريل.
في 5 مايو، بدأ رينا مع ليفربول في هزيمته 2-1 في نهائي كأس الاتحاد الإنجليزي 2012 أمام تشيلسي.

#### موسم 2012-13
في 30 أغسطس 2012، أخطأ رينا في التعادل 1-1 مع هارتس في الدوري الأوروبي ليمنح فريق إدنبرة الصدارة في آنفيلد.
لقد ارتكب خطأ آخر ضد مانشستر سيتي في ملعب مدينة مانشستر، مما سمح لسيرجيو أجويرو بتسجيل هدف التعادل المتأخر في التعادل 2-2 في 3 فبراير 2013. قرب نهاية موسم 2012-13، أشارت الشائعات إلى أن فيكتور فالديس كان سيغادر برشلونة إلى موناكو وأن رينا ستحل محله. وفقًا لوالده، تم التوصل إلى اتفاق لتوقيع رينا، لكن عندما اختار فالديس البقاء في برشلونة لموسم آخر، لم يتم اتخاذ أي خطوة. وتحسبًا لرحيل رينا، كان ليفربول قد تعاقد مع الحارس البلجيكي الدولي سيمون مينيوليه من سندرلاند. نتيجة لذلك، في 29 يوليو 2013، أكمل رينا انتقاله على سبيل الإعارة إلى نادي نابولي في دوري الدرجة الأولى الإيطالي، حيث لم شمله مع مدرب ليفربول السابق رافائيل بينيتيز.
تمت إعارة رينا إلى نابولي لموسم 2013-14. أعرب رينا لاحقًا عن خيبة أمله من موافقة ليفربول على الإعارة مع نابولي قبل إبلاغه. لعب رينا 394 مباراة مع ليفربول قبل الإعارة.

#### الإعارة لنابولي
في أغسطس 2013، أنقذ رينا ركلة جزاء من لوكاس بودولسكي ضد أرسنال في بطولة كأس الإمارات قبل الموسم، وفي سبتمبر، في الفوز 2-1 على ميلان في سبتمبر، أنقذ ركلة جزاء ماريو بالوتيلي، أول حارس مرمى من أي وقت مضى للقيام بذلك في مباراة تنافسية.
في 28 سبتمبر، أعلن رينا أن مسيرته مع ليفربول قد انتهت على الأرجح. في 3 مايو 2014، فاز رينا بكأس إيطاليا مع نابولي بعد فوز 3-1 على فيورنتينا.

### بايرن ميونخ
في 8 أغسطس 2014، أكد ليفربول انضمام رينا إلى نادي بايرن ميونيخ الألماني في صفقة مدتها ثلاث سنوات، وبذلك انتهت فترة ثماني سنوات مع النادي. ارتدى قميص بايرن رقم 23 وهو نفس الرقم الذي يرتديه مع منتخب إسبانيا. في 14 مارس 2015، ظهر رينا لأول مرة مع بايرن ميونيخ، حيث بدأ بالفوز 4-0 خارج الأرض على فيردر بريمن. كان ظهوره في تلك المباراة يعني أنه أصبح أول حارس مرمى وإسباني في التاريخ يلعب في أربع بطولات دوري كبرى في أوروبا: إسبانيا وإنجلترا وإيطاليا وألمانيا.
في 9 مايو، كان بايرن قد فاز بالفعل بلقب الدوري الألماني 2014-15 ولديه مباراة الإياب في نصف نهائي دوري أبطال أوروبا أمام برشلونة قادمًا، تم إراحة الحارس العادي مانويل نوير في مباراته على أرضه ضد إف سي أوجسبورج وبدأت رينا. حصل على بطاقة حمراء مباشرة بعد 14 دقيقة عندما تلقى ركلة جزاء بخطأ على راؤول بوباديلا. حل نوير مكان فيليب لام لكن بول فيرهايج سدد في القائم لصالح أوجسبورج الذي فاز في النهاية 1-0.

### العودة إلى نابولي
في 23 يونيو 2015، أُعلن أن رينا سيعود إلى نابولي في صفقة مدتها ثلاث سنوات، بعد بقاءه سنة واحدة مع بايرن ميونيخ.

### إيه سي ميلان
في 15 مايو 2018، أُعلن أن رينا سينتقل إلى منافسه في دوري الدرجة الأولى الإيطالي ميلان في صفقة انتقال بوسمان. تمت الموافقة على الصفقة في 2 يوليو 2018 ووقع عقدًا مدته ثلاث سنوات. ظهر لأول مرة مع النادي في الدوري الأوروبي في 20 سبتمبر، في فوز 1-0 خارج أرضه أمام إف91 دوديلانج. على الرغم من أنه كان بديلاً لجيانلويجي دوناروما في دوري الدرجة الأولى الإيطالي خلال موسمه الأول مع النادي، كان حارس مرمى الفريق الأساسي في الدوري الأوروبي خلال موسمه الأول مع الفريق، شارك في ست مباريات فقط، حيث عانى ميلان من إقصاء الدور الأول. ظهر لأول مرة في الدوري الإيطالي في 2 أبريل 2019، حيث جاء كبديل عن دوناروما في تعادل 1-1 على أرضه ضد أودينيزي، بعد إصابة الأخير في الدقائق العشر الأولى من اللعب.
في النصف الأول من موسمه الثاني مع النادي، واصل كونه بديلاً لدوناروما، ولم يظهر إلا مرة واحدة مع الفريق، والذي جاء في الفوز 2-1 خارج أرضه على جنوى في الدوري الإيطالي 2019-20.

#### الإعارة لأستون فيلا
في 13 يناير 2020، انضم رينا إلى فريق أستون فيلا في الدوري الإنجليزي الممتاز على سبيل الإعارة لبقية موسم 2019-20. بعد استبعاد توم هيتون حارس المرمى الأساسي المعتاد للفريق بسبب الإصابة.

### لاتسيو
في 27 أغسطس 2020، أعلن لاتسيو عن التوقيع مع رينا. ظهر لأول مرة مع النادي في 24 أكتوبر في فوز 2-1 على أرضه على بولونيا في دوري الدرجة الأولى.

### العودة إلى فياريال
في 8 يوليو 2022، عاد رينا إلى فياريال في صفقة مدتها موسم كامل.
ثم انتقل كوكيل حر الى نادي كومو الإيطالي في موسم 2024-2025

## مع المنتخب
| الفريق الوطني | سنة   | ظهور | أهداف |
| ------------- | ----- | ---- | ----- |
| إسبانيا       | 2005  | 2    | 0     |
| إسبانيا       | 2006  | 3    | 0     |
| إسبانيا       | 2007  | 4    | 0     |
| إسبانيا       | 2008  | 3    | 0     |
| إسبانيا       | 2009  | 7    | 0     |
| إسبانيا       | 2010  | 2    | 0     |
| إسبانيا       | 2011  | 3    | 0     |
| إسبانيا       | 2012  | 2    | 0     |
| إسبانيا       | 2013  | 5    | 0     |
| إسبانيا       | 2014  | 2    | 0     |
| إسبانيا       | 2015  | 0    | 0     |
| إسبانيا       | 2016  | 1    | 0     |
| إسبانيا       | 2017  | 2    | 0     |
| مجموع         | مجموع | 36   | 0     |

## الإنجازات
فياريال
- كأس الإنترتوتو: 2003، 2004 [71][72]

ليفربول 
- كأس الاتحاد الانجليزي: 2005–06 الوصيف 2011-12 [74]
- كأس دوري كرة القدم: 2011-12
- درع الاتحاد الإنجليزي لكرة القدم: 2006
- كأس السوبر الأوروبي: 2005
- وصيف دوري أبطال أوروبا: 2006-07
- وصيف كأس العالم للأندية: 2005 [75]

نابولي 
- كأس إيطاليا: 2013-14

بايرن ميونيخ 
- الدوري الألماني: 2014–15 [77]

استون فيلا
- وصيف كأس الدوري الإنجليزي: 2019-20 [78]

إسبانيا تحت 16
- بطولة أوروبا تحت 17 سنة: 1999
- كأس العالم لكرة القدم: 2010
- بطولة أمم أوروبا لكرة القدم: 2008، 2012
- القفاز الذهبي للدوري الإنجليزي الممتاز: 2005–06، 2006–07، 2007–08 [79]

## روابط خارجية
- بيبي رينا على موقع الاتحاد الدولي (مؤرشف)  (الإنجليزية)
- بيبي رينا على موقع الاتحاد الأوربي (الإنجليزية)
- بيبي رينا على موقع قاعدة بيانات كرة القدم.إي يو (الإنجليزية)
- بيبي رينا على موقع ليكيب (الفرنسية)
- بيبي رينا على موقع ناشيونال فوتبول تيمز (الإنجليزية)
- بيبي رينا على موقع Soccerbase.com (لاعب) (الإنجليزية)
- بيبي رينا على موقع Soccerway.com (الإنجليزية)
- بيبي رينا على موقع عالم كرة القدم.نت (الإنجليزية)
- بيبي رينا على موقع AS.com (الإسبانية)